# Murska Sobota
Múrska Sóbota (izgovarjava [ˈmúːɾska ˈsóːbɔta] (), v Murski Soboti)(nemško Olsnitz; madžarsko Muraszombat) je največje mesto v Prekmurju in njegova prestolnica, sedež istoimenske mestne občine in upravne enote v Republiki Sloveniji. V Murski Soboti je sedež več kulturnih ustanov regionalnega značaja, kot so Pomurski muzej, Pokrajinska in študijska knjižnica, Galerija, Zveza Romov Slovenije in Romski svet, od leta 2006 rimskokatoliška Škofija Murska Sobota, trenutno pa je v mestu sedež škofa Evangeličanske cerkve Augsburške veroizpovedi v Sloveniji. Regionalna Splošna bolnišnica Murska Sobota za prebivalce Pomurja je v Rakičanu (vzhodno od mesta), ki spada v mestno občino.

## Etimologija
Naziv Sobota naj bi izviral iz osebnega imena. V dokumentih iz 14. stoletja je omenjena z dodatkom Mura in z različnimi oblikami imena. Te so dobile madžarsko končnico -szombath v 15. stoletju. Ime brez pridevnika se je ponovno pojavilo v 19. stoletju, in sicer kot Sobota. To je v madžarskem črkopisu zapisana slovenska oblika imena. Druga, ljudsko najbolj znana verzija pravi, da naziv Sobota izhaja iz dneva sobota, saj so ob sobotah prirejali sejme, po katerih je bilo mesto znano od konca srednjega veka. Štajerci in Hrvati so tako morali v soboto prek Mure, temu dnevu so šaljivo rekli murska sobota.
Mesto je prvič omenjeno kot Murazombatha v listini z datumom 16. julij 1348. Na ta dan občina praznuje občinski praznik. Izjemne pravice je Murski Soboti dodelil cesar Ferdinand II.. V tem dokumentu se kraj imenuje Olchincz.

## Geografija
Murska Sobota leži na suhem prodnatem terenu na nadmorski višini 190 m, na t.i. Ravenskem. Njena središčna lega med avstrijsko in madžarsko mejo ji daje vlogo prometnega vozlišča. Iz mesta potekajo ceste žarkasto na vse strani Prekmurja in v sosednje države. Z Madžarsko je povezana tudi z železniško progo preko Hodoša. Ta proga je bila sicer leta 1968 ukinjena, a zgrajena na novo in odprta 16. maja 2001.
Mesto leži tudi med reko Ledavo in razbremenilnim kanalom Ledava-Mura, kar ji zagotavlja poplavno varnost. Je sedež najsevernejše mestne občine, ki je nastala leta 1995 in ima malo manj kot 20.000 prebivalcev. V občino sodijo še naselja: Bakovci, Černelavci, Krog, Kupšinci, Markišavci, Nemčavci, Polana, Pušča, Rakičan, Satahovci in Veščica.
Mesto Murska Sobota se deli na četrtne skupnosti oz. mestne četrti: Center, Ledava, Park, Partizan in Turopolje. Soboški Grad stoji sredi Mestnega parka, na severu pa je murskosoboški park Fazanerija z istoimenskim stadionom.
Podnebje je celinsko z malo padavinami, vročimi poletji in mrzlimi zimami.

## Zgodovina mesta
Murska Sobota in njena okolica je bila poseljena že v prazgodovini. V okviru arheoloških izkopavanja za avtocesto so južno od mesta ugotovili poselitev skozi več obdobij. Našli so grobišče iz bakrene dobe (okrog 3500 pr. n. št.) med Mursko Soboto in Krogom (najdišče Pod Kotom), iz starejše železne dobe (800 do 400 pr. n. št.) je večje grobišče z obodnimi jarki na Novi tabli in Kotare ter številne naselbine iz obdobja 2500 do 100 pr. n. št. Prav tako so našli naselja in grobišča iz rimskega obdobja iz Nove table ter nagrobnik, ki je sedaj vzidan v steno rimskokatoliške cerkve sv. Nikolaja. Odkrili o tudi rimsko vilo iz 2. do 3. stoletja pri Rakičanu. Na južnem robu mesta zemljanke, ognjišča, vodnjaki in značilna lončenina pričajo o zgodnji slovanski poselitvi med letoma 600 in 800.
O srednjeveški podobi mesta pričajo najdbe ob gradu in v parku. Mesto sta določali via magna - velika cesta - danes ulica Štefana Kovača, ki je vodila iz Radgone naprej v Sombarhely in via regna - kraljevska - današnja Tišinska cesta. Prvo naselje je nastalo v okolici cerkve. Cerkev je bila prvič omenjena leta 1297, zrasla pa je sredi ozemlja Belmura, z njo pa srednjeveška naselbina, ki se z imenom Murazombatha prvič omenja 16. julija 1348. Na lokaciji današnjega gradu se je v 13. st. razvil dvor in sedež zemljiškega gospostva Belmura. Kot mesto pa je bila Murska Sobota omenjena leta 1366, vendar je po svojem izgledu ostala podeželski trg vse do konca 19. stoletja.
Čeprav je bila Murska Sobota mesto že v srednjem veku, je začela svojo urbano podobo dobivati šele v drugi polovici 19.stoletja. Mesto je dobilo nove javne stavbe, banko, meščanske hiše. Leta 1856 je bilo ustanovljeno večje trgovsko podjetje, sledili pa so hranilnica, kazino s knjižnico, tiskarna in bolnišnica. Največjo rast je mesto doživelo v 1960-ih zaradi industrije, ki je privabila prebivalce v nova blokovska naselja.
Območje Sobote je bilo v 9. stoletju del slovanske kneževine Spodnja Panonija in del salzburške nadškofije, v času frankovsko-madžarskih vojn pa je območje postalo interes Madžarske. Že v 12. stoletju je Sobota postala del Železne županije (madž. Vas megye) in to ostala v Kraljevini Madžarski do leta 1918. Cerkvena uprava je bila 1094 priključena škofiji v Zagrebu, ki jo je leta 1176 zamenjal Györ. Belmuro je kralj Andrej II. leta 1217 spremenil v kronski fevd. V nadaljevanju se je lastništvo hitro spreminjalo do leta 1365, ko je bilo dodeljeno Nikolaju Szechyju. Zemljiški gospodje Széchyji so 1476 meščane oprostili vseh tlačanskih obveznosti, tri leta pozneje pa jim je ogrski kralj Matija Korvin podelil sejemske pravice. V času turških vpadov 17.stoletja so mesto obdali z zunanjim obrambnim zidom, jarkom in obrambnimi okopi. Leta 1687 je rodbina Széchy izumrla, del mesta pa je kupil Peter Szapáry in leta 1690 s kraljevim dovoljenjem postal novi lastnik Sobote. Rodbina je imela oblast nad mestom vse do konca 1. svetovne vojne.
Ob koncu 1. svetovne vojne leta 1918 je večinsko prebivalstvo zahtevalo pravico do samoodločbe. Soboto so za kratek čas zasedli jugoslovanski prostovoljci, a so jih Madžari premagali v soboški bitki. Spomenik padlim iz Sokolske legije je na pokopališču. Razglašena je bila Murska republika, ki je trajala le nekaj dni. 12. avgusta 1919 so v Soboto vkorakale čete Kraljevina Srbov, Hrvatov in Slovencev. Leta 1941 so mesto ponovno zasedli Madžari. 3. aprila 1945 je mesto osvobodila Rdeča armada.

### Mursko-soboški okraj
Skozi zgodovino je bil sedež okraja vedno v kraju kjer je prebival plemiški sodnik oz. okrajni glavar (madž. szolgabiro, lat. judex nobilium). Pri opravljanju nalog so mu pomagali namestniki okrajnega glavarja oz. plemiškega sodnika (madž. alszolgabiro, lat. vice judex nobilium). Z reorganizacijo županije, je Sobota v 2. polovici 19. stoletja postala sedež mursko-soboškega okraja, ki ga je vodil višji okrajni glavar (madž. föszolgabiro).
Višji okrajni glavarji:
- Ludvik pl. Agustich (1871-1883)
- Geza pl. Ernuszt (1883-1885) (lastnik moravske graščine)
- Ponkracij pl. Posfay (1885-1914)
- Pavel pl. Horvath ml. (1914-1924)

Okrajni glavarji:
- Pokracij pl. Posfay (1877-1885)
- Jenö Csorna (1885-1899)
- Elek pl. Sinkovich (1895-1905)
- Gustav pl. Pósfay (1905)
- Pavel pl. Horvath ml. (1905-1914)

### Judovska skupnost
Nekoč številčna judovska skupnost je bila opustošena v času nacistične Nemčije. Natančen datum prvih poselitev Judov ni znan, prva sinagoga je bila urejena v 18. stoletju. 31. avgusta 1908 so slavnostno odprli sodobnejšo in večjo sinagogo. Ta je bila porušena leta 1954 s strani lokalnih komunističnih oblasti.
26. aprila 1944 so se morali vsi mestni Judje zglasiti z manjšo osebno prtljago v sinagogi, kjer so bili zaprti čez noč brez hrane, naslednji dan pa internirani v Čakovec ter preko Velike Kaniže v koncentracijska taborišča, večina v Auschwitz.
Zadnji soboški rabin je bil Lazar Roth, rojen v Jalšvi na Češkem. Umrl je v Auschwitzu.
Bil je zelo priljubljen človek, saj je znal diskutirati z ljudmi, predvsem na področju filozofije. Verouk je opravljal za sinagogo, kjer je imel tudi bogato knjižnico. 
Judovske družine so živele na območju današnje Slovenske ulice, kjer so bile trgovine, tiskarna, gostilne in lekarna. Bili so med vodilnimi veletrgovci v Murski Soboti.

## Znamenitosti
- Grad v Murski Soboti, nekdaj Szaparyjev grad, se kot dvorec Bel Mura prvič omenja 1255. V drugi polovici 16. st. je družina Szechy na njegovem mestu postavila dvonadstropni renesančni dvorec s štirimi trakti in ogelnimi stolpi. Leta 1687 ga je kupil Peter Szapary od njega pa 1934 občina Murska Sobota. Od leta 1955 je v njem Pokrajinski muzej. V bivši grajski kapeli so kopije srednjeveških fresk iz prekmurskih cerkva. V notranjosti dvorca je grajski salon iz poznega 18. st. poslikan v poznobaročni iluzionistični maniri z ikonografijo alegorije miru, pripisan Johannesu Pöklu. Zdaj je v njem Pomurski muzej Murska Sobota.
- Mestni park je lepo ohranjen grajski park velik 9,5 hektarja. V njem so dvestoletni hrasti, gabri, jeseni, lipe in značilne travne površine ter ribnik, značilnost angleških parkov. Skozi park vodi Trubarjev drevored, ob njem pa več kipov: Tršarjev kip Primoža Trubarja, spomenik padlim učiteljem in prekmurskim pisateljem, delo Ferija Novaka, 19 litopunktur kiparja Marka Pogačnika.
- Spomenik zmage, posvečen zmagovalcem v 2. svetovni vojni, ruskim vojakom in jugoslovanskim partizanom, zgrajen po načrtih ruskega arhitekta Arončika iz carrarskega marmorja. Odkrit je bil 12. avgusta 1945. Oblikovan je kot grobnica, ki simbolizira kremeljsko obzidje, pred katerim stoji častna straža, nad njo pa obelisk z Leninovo podobo na bronasti medalji. Plastiki sta izdelala Zdenko Kalin in Boris Kalin.
- Evangeličanski kompleks s cerkvijo v neogotskem slogu, zgrajen med 1907-1910 po načrtih Emöja Gereya. Cerkev je zgrajena iz opeke s tremi pročelnimi stolpi, srednji je zvonik. Rozeta nad vhodom se ponovi v oltarnem delu s podobo Martina Luthra. Avtor oltarne slike Snemanje s križa je Jenö Bory.
- Stolna cerkev svetega Nikolaja se prvič omenja leta 1297. Poznoromansko jedro s kornim zvonikom je iz konca 13. stoletja. V drugi polovici 14. stoletja so ga prezidali v rebrasto obokan prezbiterij s kamnoseškim okrasjem parlerijanskih mask in poslikan. Starejša plast poslikav je izpred srede 14. stoletja, mlajša pa okro 1370, pripisana slovaškemu slikarju. Cerkev je bila večkrat prezidana med 15. in 18. stoletjem, v letih 1910 - 1912 pa temeljito predelana po načrtih arhitekta Ladislava Takača (László Takács 1880-1916). To je triladijska bazilika s prečno ladjo ter svodasto kupolo nad križiščem. Piramidalna fasada se dvigne v 60 m visok zvonik. Na pročelju je pet niš s Sapáryjevim grbom ter polkrožni vhod s stiliziranim cvetličnim vencem. Oprema je iz raznih madžarskih delavnic. V glavnem oltarju je slika zavetnika cerkve, svetega Nikolaja, ki obdaruje device, delo Matthisa Schiffrerja iz leta 1797. Vitraji so Kregarjevi in Bizovičarjevi. Na južni strani ob zvoniku je grobnica patrona cerkve, soboškega grofa, na severni je oratorij rakičanskega grofa s krstilnico in zakristijo.

## Osebnosti, povezane z Mursko Soboto
- Štefan Baler (arhitekt) (1951-2017), arhitekt in urbanist

- Miško Baranja (1920-1993), glasbenik in cimbalist
- Jožef Bagari (1840-1919), pisatelj
- Igor Banfi (1973), akademski slikar
- Mihael Barla (1778-1824), evang. pastor, prevajalec in pisec nabožnega slovstva
- Jožef Berke (1817-1893), odvetnik in mursko-soboški poslanec
- Štefan Baler (1951-2017), arhitekt
- Juri Cipot (1794-1834), nabožni evangeličanski pisatelj
- Rudi Čačinovič (1914-2008), publicist in diplomat
- Sandi Červek (1960), akademski slikar
- Edvard Dittrich (1898-1980), vodovodni inštalater in inovator s patenti
- Janoš Faludi (1839-1922), čebelarski strokovnjak, pospeševalec sadjarstva, vinogradništva in vrtnarstva
- Janoš Flisar (1856-1947), pisatelj, prevajalec, učitelj
- Boris Goljevšek (1924-2004), ekonomist
- Jože Grlec (1913-2000), glasbenik, komponist, zborovodja, glasbeni pedagog
- Franc Gumilar (1890-1973), zgodovinar, muzealec, knjižničar
- Judita Hahn-Kreft (1926-2020), gledališka in filmska igralka
- Imre Hanšek (1756-1826), dekan Slovenske okrogline
- Jože Horvat-Jaki (1930-2009), slikar in grafik-avtodidakt
- Franc Hül (1800-1880), župnik in pisec
- Balaž Jaklin (u. 1695), nitranski škof, nabožni pisatelj in odličen cerkveni govornik
- Jože Kološa-Kološ (1920-1998), umetniški fotograf
- Ladislav Kondor (1901-1960), slikar portretist, karikaturist
- Števan Kovatš (1866-1945), zgodovinar, pisatelj
- Tomaš Križan (?-1661), pisatelj, duhovnik
- Ivan Kučan (1892-1975), mojster strojne mehanike, prvi avtomehanik v Prekmurju in inovator
- Feri Lainšček (1959), pisatelj, pesnik
- Vladimir Miloševič (1940), polkovnik SV, veteran
- Miki Muster (1925-2018), kipar in risar stripov ter animiranih filmov
- Feri Novak (1906-1959), arhitekt, oblikovalec moderne Sobote
- Lazar Roth, judovski rabin skupnosti Murska Sobota.
- Janoš Slepec (1872-1936), pisatelj, zgodovinar, novinar
- Ladislav Sobotin (18. stoletje) pisatelj
- grof Szapáry Géza politik, veleposestnik
- Dušan Šarotar (1968), pisatelj, urednik
- Franc Šebjanič (1920-1984), publicist, raziskovalec protestantizma in kulturnopolitični delavec
- Branko Šömen (1936), književnik, publicist, novinar, prostozidar
- László Takáts (1880-1916), arhitekt
- Franc Talanji-Očka (1883-1959), pisatelj, novinar, pesnik, madžarizator, kasneje partizan in član NOBa
- Janoš Terboč (?-1650), pisatelj, duhovnik
- Karel Turner (1963-), pesnik, kantavtor
- Jožef Vild (1924-2005), družbenopolitični in kulturni delavec, publicist
- Milan Vincetič (1957-2017), pesnik in pisatelj
- Štefan Žemlič (1840-1891), pisatelj

## Murska Sobota v literaturi
- Dušan Šarotar: Biljard v Dobrayu roman (Murska Sobota pred koncem druge svetovne vojne)
- Feri Lainšček: Raza, roman (Murska Sobota v času prve svetovne vojne, literarna obravnava Murske republike )
- Feri Lainšček: Ločil bom peno od valov, roman (Murska Sobota v času prve svetovne vojne)
- Feri Lainšček: Muriša, roman (Murska Sobota v času druge svetovne voje)

## Pobratena mesta
- Ingolstadt, Nemčija
- Bethlehem, Pensilvanija - Združene države Amerike
- Paraćin, Srbija
- Kermendin, Madžarska
- Podstrana, Hrvaška
- Turnov, Češka

## Galerija
- Slovenska ulica
- Ulica Štefana Kovača
- Murskosoboški dvorec
- Grajski drevored